# Festivali i Këngës 30
Festivali i Këngës 30 hölls mellan den 25 och 28 december 1991 i Pallati i Kongreseve i Tirana. Detta års tävling var den 30:e av Festivali i Këngës som hållits varje år sedan 1962. Vann gjorde sångaren Ardit Gjebrea med låten "Jon". På andra plats slutade Mira Konçi med låten "Mirësi" och trea slutade Nevruz Yzeiri med "Kembanat e shpresës". 

## Deltagare (urval)
| Plats | Artist                                         | Låt                   | Text                               | Musik           |
| ----- | ---------------------------------------------- | --------------------- | ---------------------------------- | --------------- |
| 1     | Ardit Gjebrea                                  | "Jon"                 | Zhuliana Jorganxhi, Xhuzepe Milone | Ardit Gjebrea   |
| 2     | Mira Konçi                                     | "Mirësi"              | Zhuliana Jorganxhi                 | Shpëtim Saraçi  |
| 3     | Nevruz Yzeiri                                  | "Kembanat e shpresës" | Zhuliana Jorganxhi                 | Kujtim Laro     |
| ?     | Irma Libohova                                  | "Horoskopi"           |                                    | Pirro Çako      |
| ?     | Anita Bitri                                    | "Fat dhe jetë"        | Jorgo Papingji                     | Flamur Shehu    |
| ?     | Mimoza Selimi, Adhurim Demiri och Dashnor Diko | "Na kujtoni"          | Arbën Duka                         | Vladimir Kotani |